# 河北堇菜
河北堇菜（学名：Viola hopeiensis）是堇菜科堇菜属的植物，为中国的特有植物。分布在中国大陆的河北等地，生长于海拔1,400米的地区，常生于阔叶林林下以及林缘，目前尚未由人工引种栽培。